# Torneio Touchdown 2011
Torneio Touchdown 2011  foi a terceira edição do Torneio Touchdown, que foi do dia 2 de julho até dia 10 de dezembro, um torneio de futebol americano entre equipes de diversos estados brasileiros . O torneio contou com 17 equipes dos seguintes estados: Rio de Janeiro, São Paulo, Espirito Santo, Santa Catarina, Parana, Minas Gerais e o Distrito Federal.

## Fórmula do Campeonato
Com 17 equipes neste ano viu a necessidade de uma jogo pré-Campeonato no dia 27 de fevereiro, com as duas ultimas equipes que se escreveram no Torneio (Ribeirão Preto Challengers e o São Paulo Sharks), esse jogo levou o nome de Rita Bowl  .
Na primeira fase do Torneio serão 16 equipes dividas em duas Conferências são elas : Conferência Walter Camp e Conferência George Halas cada uma como 8 equipes, sendo jogos entre as Conferências.
Classificaram para a próxima fase 3 equipes de cada Conferências (os Campeões seguidos dos segundos colocados e terceiros colocados), ao todos 6 equipes passam para a segunda fase.
Na fase Wild Cards jogando os segundos colocados contra os terceiros colocados das Conferencias em jogo único na casa os segundos lugares
Os primeiro colocados de Conferências se classificam direto para as Semifinais no qual jogaram com os vencedores do Wild Card onde também mandaram seus jogos por terem as melhores campanhas.
Final será em um único jogo em campo neutro.

### Equipes de 2011
- ABC Corsários[4]

- Botafogo Mamutes[5]

- Corinthians Steamrollers[6]

- Curitiba Predadores

- Curitiba Hurricanes

- Corupá Buffalos[7]

- Jaraguá Breakers[8]

- Palmeiras Locomotives[9]

- Ponta Grossa Phantoms

- Ribeirão Preto Challengers

- Santos Tsunami

- Timbó Rhinos

- Tubarões do Cerrado

- Uberlândia Lobos[10]

- Vasco da Gama Patriotas[11]

- Vila Velha Tritões[12]

## Rita Bowl
| Data            | Visitante   | Placar | Mandante | Local  |
| --------------- | ----------- | ------ | -------- | ------ |
| 27 de fevereiro | Challengers | 13 – 6 | Sharks   | Tambaú |

## Temporada Regular
| Data           | Visitante     | Placar | Mandante      | Local                 |
| -------------- | ------------- | ------ | ------------- | --------------------- |
| 2 de Julho     | Botafogo      | 00-39  | Tritões       | Vila Velha            |
| 9 de Julho     | Corsários     | 00-18  | Palmeiras     | Sorocaba              |
| 10 de Julho    | Challengers   | 06-07  | Santos        | Santos                |
| 16 de Julho    | Predadores    | 12-36  | Breakers      | Jaraguá do Sul        |
| 17 de Julho    | Corinthians   | 34-00  | Phantoms      | Ponta Grossa          |
| 23 de Julho    | Lobos         | 10-26  | Tubarões      | Brasília              |
| 23 de Julho    | Corsários     | 06-28  | Challengers   | Ribeirão Preto        |
| 30 de Julho    | Vasco da Gama | 06-00  | Hurricanes    | Curitiba              |
| 31 de Julho    | Phantoms      | 00-35  | Buffalos      | Corupá                |
| 6 de Agosto    | Tritões       | 17-11  | Rhinos        | Timbó                 |
| 6 de Agosto    | Challengers   | 26-09  | Lobos         | Uberlândia            |
| 13 de Agosto   | Tubarões      | 13-14  | Botafogo      | Niterói               |
| 13 de Agosto   | Buffalos      | 31-03  | Santos        | Santos                |
| 20 de Agosto   | Botafogo      | 14-00  | Corsarios     | Santo André           |
| 21 de Agosto   | Rhinos        | 16-21  | Phantoms      | Ponta Grossa          |
| 27 de Agosto   | Lobos         | 00-39  | Vasco da Gama | Rio de Janeiro        |
| 27 de Agosto   | Buffalos      | 17-14  | Palmeiras     | Sorocaba              |
| 3 de Setembro  | Corinthians   | 38-21  | Tritões       | Vila Velha            |
| 3 de Setembro  | Hurricanes    | 25-00  | Corsários     | Santo André           |
| 7 de Setembro  | Buffalos      | 09-06  | Predadores    | Curitiba              |
| 10 de Setembro | Challengers   | 09-16  | Breakers      | Jaraguá do Sul        |
| 10 de Setembro | Vasco da Gama | 09-06  | Tubarões      | Brasília              |
| 18 de Setembro | Santos        | 32-34  | Phantoms      | Ponta Grossa          |
| 24 de Setembro | Botafogo      | 29-20  | Predadores    | Curitiba              |
| 25 de Setembro | Palmeiras     | 02-12  | Hurricanes    | Curitiba              |
| 1 de Outubro   | Breakers      | 06-29  | Vasco da Gama | Rio de Janeiro        |
| 2 de Outubro   | Tubarões      | 03-54  | Corinthians   | Santa Bárbara d'Oeste |
| 8 de Outubro   | Tritões       | 57-06  | Lobos         | Uberlândia            |
| 8 de Outubro   | Rhinos        | 20-22  | Predadores    | Curitiba              |
| 12 de Outubro  | Palmeiras     | 07-06  | Challengers   | Ribeirão Preto        |
| 15 de Outubro  | Corinthians   | 45-06  | Rhinos        | Timbó                 |
| 16 de Outubro  | Santos        | 07-22  | Breakers      | Jaraguá do Sul        |
| 22 de Outubro  | Hurricanes    | 06-23  | Buffalos      | Corupá                |
| 22 de Outubro  | Predadores    | 17-12  | Lobos         | Uberlândia            |
| 23 de Outubro  | Phantoms      | 46-28  | Palmeiras     | Sorocaba              |
| 29 de Outubro  | Tubarões      | 07-43  | Tritões       | Vila Velha            |
| 29 de Outubro  | Breakers      | 35-00  | Corsários     | Santo André           |
| 29 de Outubro  | Rhinos        | 14-06  | Hurricanes    | Curitiba              |
| 2 de Novembro  | Botafogo      | 13-24  | Vasco da Gama | Niterói               |
| 2 de Novembro  | Santos        | 00-79  | Corinthians   | São Paulo             |

### Classificação
| 1 | Vila Velha Tritões    | 5 | 4 | 1 | 117 | 62  | 115  | V-V     |
| 2 | Botafogo Mamutes      | 5 | 3 | 2 | 70  | 96  | -26  | D       |
| 3 | Ponta Grossa Phantoms | 5 | 3 | 2 | 101 | 145 | -44  | V-V-V   |
| 4 | Palmeiras Locomotives | 5 | 2 | 3 | 69  | 81  | -12  | D       |
| 5 | Curitiba Predadores   | 5 | 2 | 3 | 77  | 106 | -29  | V-V     |
| 6 | Timbó Rhinos          | 5 | 1 | 4 | 67  | 111 | -44  | V       |
| 7 | Tubarões do Cerrado   | 5 | 1 | 4 | 55  | 130 | -75  | D-D-D-D |
| 8 | Santos Tsunami        | 5 | 1 | 4 | 49  | 172 | -123 | D-D-D-D |

| 1 | Corinthians Steamrollers   | 5 | 5 | 0 | 250 | 30  | 220  | V-V-V-V-V |
| 2 | Corupá Buffalos            | 5 | 5 | 0 | 115 | 29  | 86   | V-V-V-V-V |
| 3 | Vasco da Gama Patriotas    | 5 | 5 | 0 | 107 | 25  | 82   | V-V-V-V-V |
| 4 | Jaraguá Breakers           | 5 | 4 | 1 | 115 | 57  | 58   | V-V       |
| 5 | Ribeirão Preto Challengers | 5 | 2 | 3 | 75  | 75  | 30   | D-D       |
| 6 | Curitiba Hurricanes        | 5 | 2 | 3 | 49  | 45  | 4    | D-D       |
| 7 | ABC Corsários              | 5 | 0 | 5 | 6   | 120 | -114 | D-D-D-D-D |
| 8 | Uberlândia Lobos           | 5 | 0 | 5 | 37  | 155 | -118 | D-D-D-D-D |

Critérios de Desempate
A classificação de um time dar-se-á em função dos seguintes elementos em seqüência:
- Numero de vitórias

- Confronto direto,

- Força do grupo  - a força do grupo será determinada por estatísticas, avaliadas após todos os times terem participado de no mínimo 1 partida.

## Playoff's

### Wild card da Conferência George Halas
| 12 de Novembro | Corupá Buffalos | 6 – 15 | Vasco da Gama Patriotas | Estádio Caio Martins, Niterói-RJ |
|                |                 |        |                         |                                  |

### Wild card da Conferência Walter Camp
| 19 de Novembro | Ponta Grossa Phanthoms | 8 – 19 | Botafogo Mamutes | Estádio Caio Martins, Niterói-RJ |
|                |                        |        |                  |                                  |

### Final da Conferência Walter Camp
| 26 de Novembro | Botafogo Mamutes | 20 – 38 | Vila Velha Tritões | Estádio Gil Bernardes da Silveira, Vila Velha-ES |
|                |                  |         |                    |                                                  |

### Final da Conferência George Halas
| 26 de Novembro | Vasco da Gama Patriotas | 7 – 26 | Corinthians Steamrollers | Estádio Alfredo Schürig, São Paulo-SP |
|                |                         |        |                          |                                       |

### Campeões de Conferência
Conferência Walter Camp -  Vila Velha Tritões
 Conferência George Halas -  Corinthians Steamrollers

### Final Troféu Touchdown Brasil 2011
| 11 de Dezembro | Vila Velha Tritões | 3 – 41 | Corinthians Steamrollers | Estádio do Ibirapuera, São Paulo-SP |
|                |                    |        |                          |                                     |

## Campeão
| Campeão Brasileiro 2011 Torneio Touchdown    |
| -------------------------------------------- |
| Corinthians Steamrollers Campeão (1º título) |

## Classificação final
| Equipes | Equipes                    |
| ------- | -------------------------- |
| 1       | Corinthians Steamrollers   |
| 2       | Vila Velha Tritões         |
| 3       | Vasco da Gama Patriotas    |
| 4       | Botafogo Mamutes           |
| 5       | Corupá Buffalos            |
| 6       | Ponta Grossa Phanthoms     |
| 7       | Jaraguá Breakers           |
| 8       | Palmeiras Locomotives      |
| 9       | Curitiba Predadores        |
| 10      | Ribeirão Preto Challengers |
| 11      | Curitiba Hurricanes        |
| 12      | Timbó Rhinos               |
| 13      | Tubarões do Cerrado        |
| 14      | Santos Tsunami             |
| 15      | ABC Corsários              |
| 16      | Uberlândia Lobos           |
| 17      | São Paulo Sharks           |